# Tuakana mirada
Tuakana mirada är en spindelart som beskrevs av Forster 1970. Tuakana mirada ingår i släktet Tuakana och familjen Desidae. Inga underarter finns listade i Catalogue of Life.